# Міша Марвін
Міша Марвін (рос. Миша Марвин) — співак, композитор і пісняр родом з України.  Замовчує Російсько-українську війну та продовжує будувати кар'єру в Росії. Сольну кар'єру розпочав у 2015 році у складі лейблу Black Star Inc.. Перша спільна відеоробота на пісню «Ну что за дела», разом із Dj Kan і Тіматі, набрала 6,9 млн переглядів на сайті YouTube, а сольний кліп «Ненавижу» — 7,2 млн. Записав ряд дуетів з такими виконавцями як Тіматі, Мот, KAN, Doni, Ханна, ВІА Гра і Bumble Beezy. Співавтор альбому «Холостяк» Єгора Кріда.

## Життєпис
Народився 15 липня 1989 року в Чернівцях. Має двох братів-близнюків та старшу сестру, яка також відома співачка — Tayanna. У 2006 році переїхав до Києва, де вступив у Національну академію керівних кадрів культури і мистецтв на кафедру музикознавства.
З 2015 року розпочав співпрацю з російським лейблом Black Star, яка тривала до початку повномасштабного вторгнення Росії в Україну. У 2015 році зі співачкою Ханна здобув перемогу в номінації «Лучший дуэт» від RU.TV з піснею «Французский поцелуй».
У травні 2022 року повідомив, що спільна робота з російським лейблом Black Star Inc. добігла кінця, заявивши: «Я більше не артист лейблу Black Star. Я більше не Міша Марвін».
16 вересня 2022 випустив трек «Porn» під старим псевдонімом Міша Марвін. Пізніше стало відомо, що він повернувся до Росії та відновив співпрацю з лейблом Black Star, видаливши із соцмереж свої пости на підтримку України. На своїй сторінці в Instagram він опублікував пост, в якому заявив, що співпрацюватиме з російським лейблом Black Star.
Так, це не помилка. Я знову Міша Марвін.

У 99 % випадків потрібно просто поговорити, щоби вирішити всі проблеми.
Так і сталося. Ми з @pashuofficial та @walterlerusse всі обговорили. Більше немає жодних непорозумінь. Лейбл передав мені права на ім'я та пісні. Ми залишаємося колегами та друзями) 🤝
Наша співпраця продовжиться, але у новому форматі. Я самостійний артист, а команда Black Star буде моїм дистриб'ютором та забезпечить менеджментом. 🚀
Слухайте новий трек Porn на всіх майданчиках.
Оригінальний текст (рос.)
Да, это не ошибка. Я снова Миша Марвин.В 99% случаев нужно просто поговорить, чтобы решить все проблемы.Так и случилось. Мы с @pashuofficial и @walterlerusse все обсудили. Больше нет никаких недопониманий. Лейбл передал мне права на имя и песни. Мы остаёмся коллегами и друзьями) 🤝Наше сотрудничество продолжится, но в новом формате. Я самостоятельный артист, а команда Black Star будет будет моим дистрибьютором и обеспечит менеджментом. 🚀Слушайте мой новый трек Porn на всех площадках.

Рішення про відновлення співпраці з російським лейблом Black Star викликало обурення з боку українців. «Так, гроші не пахнуть», «Продався», «Гроші понад усе. Печалька!», «Дно», «Розчарування», «Соромно за тебе. Більше я про такого артиста і таку людину в принципі не хочу нічого чути і бачити», «Міша, ти серйозно? Поки Росія вбиває наших дітей ти до них повернувся?», — пишуть підписники.

## Музичні відео
| Рік  | Назва               | Режисер                         |
| ---- | ------------------- | ------------------------------- |
| 2015 | Ну что за дела      | Артемій Лежнев та Олексій Бєлов |
| 2016 | Стерва              | Сергій Франте                   |
| 2016 | Ненавижу            | Саша Самсонова                  |
| 2016 | Девочка S-класса    | Рустам Романів                  |
| 2016 | А может?            | Рустам Романів                  |
| 2017 | Выделяйся           | Заур Засєєв                     |
| 2017 | Глубоко             | Сергій Грей                     |
| 2017 | История             | Поліна Назар'єва                |
| 2017 | Молчишь             | Поліна Назар'єва                |
| 2018 | С ней               | Каріна Кендл                    |
| 2018 | 4 утра              | Поліна Назар'єва                |
| 2018 | 1000 причин         | Олександр Романов               |
| 2018 | Бэйби               | Андрій Тащі                     |
| 2019 | Под окнами          | Олександр Романов               |
| 2019 | Остаться            | Ярослав Коротков                |
| 2019 | Ты одна             | Олександр Романов               |
| 2020 | Ай-яй-яй            | Артур Брикульский               |
| 2020 | Французский поцелуй | Катя Як                         |

## Соціальні мережі
- Канал Міша Марвін на YouTube
- Міша Марвін  у соцмережі «Instagram»
- Міша Марвін у соцмережі «Facebook»
- Міша Марвін у соціальній мережі «ВКонтакті»